# Мрія світу (роман)
«Мрія світу» (англ. The World's Desire) — пригодницький роман, написаний у співавторстві Генрі Райдером Гаґґардом та Ендрю Ленгом. Публікувався 1889 року з продовженням у журналі The New Rewiew. Вільна фантазія на тему пригод Одіссея, якого в романі здебільшого називають «Блукачем».

## Сюжет
Одіссей повертається додому на Ітаку після своєї другої довгої подорожі. Він сподівається знайти «вдома мир і спокій, вірну, кохану дружину та свого гідного сина». Але не знаходить нічого. Натомість його будинок зруйновано чумою, його дружину Пенелопу вона вбила, а син Телемах безвісти зник. Зажурений, він залишив свій зруйнований чумою та землетрусом дім. Завітавши до старого храму Афродіти, він несподівано зустрівся з богинею. На її вимогу Одіссей вирушає в довгу і важку подорож у пошуках першого кохання своєї юності — Єлени Троянської. Досягнувши Єгипту невдовзі після смерті великого фараона XIX династії Рамзеса II, при фараоні Мернептаху, він знайомиться з царицею Меріамун, зустрічає Єлену, спостерігає вихід євреїв і стає на бій з лестригонами, яких автор ототожнює з «народами моря».

## Історія створення. Літературні особливості
У 1880-ті роки Ендрю Ленг і Райдер Гаґґард задумали створити спільний твір, який відповідав би інтересам обох. Ланг — перекладач «Одіссеї» англійською мовою, а 1885 року опублікував поему про Єлену Троянську; цих персонажів вирішили об'єднати в рамках одного сюжету та помістити його в Стародавній Єгипет. Ланг накидав загальний сюжет і одноосібно написав перші чотири розділи та епілог роману. На літературний стиль тексту вплинув перекладацький досвід Ланга, який прагнув зробити барвисті епітети Гаґґарда строгішими. Після початку опублікування у The New Review (у квітні 1889 року), роман викликав критичні зауваження Джеймса Баррі, який заявив, що реальне співавторство в літературі, яке передбачає, що двоє авторів стають одним, неможливе. Більшість рецензентів низько оцінили роман.